# Flavius

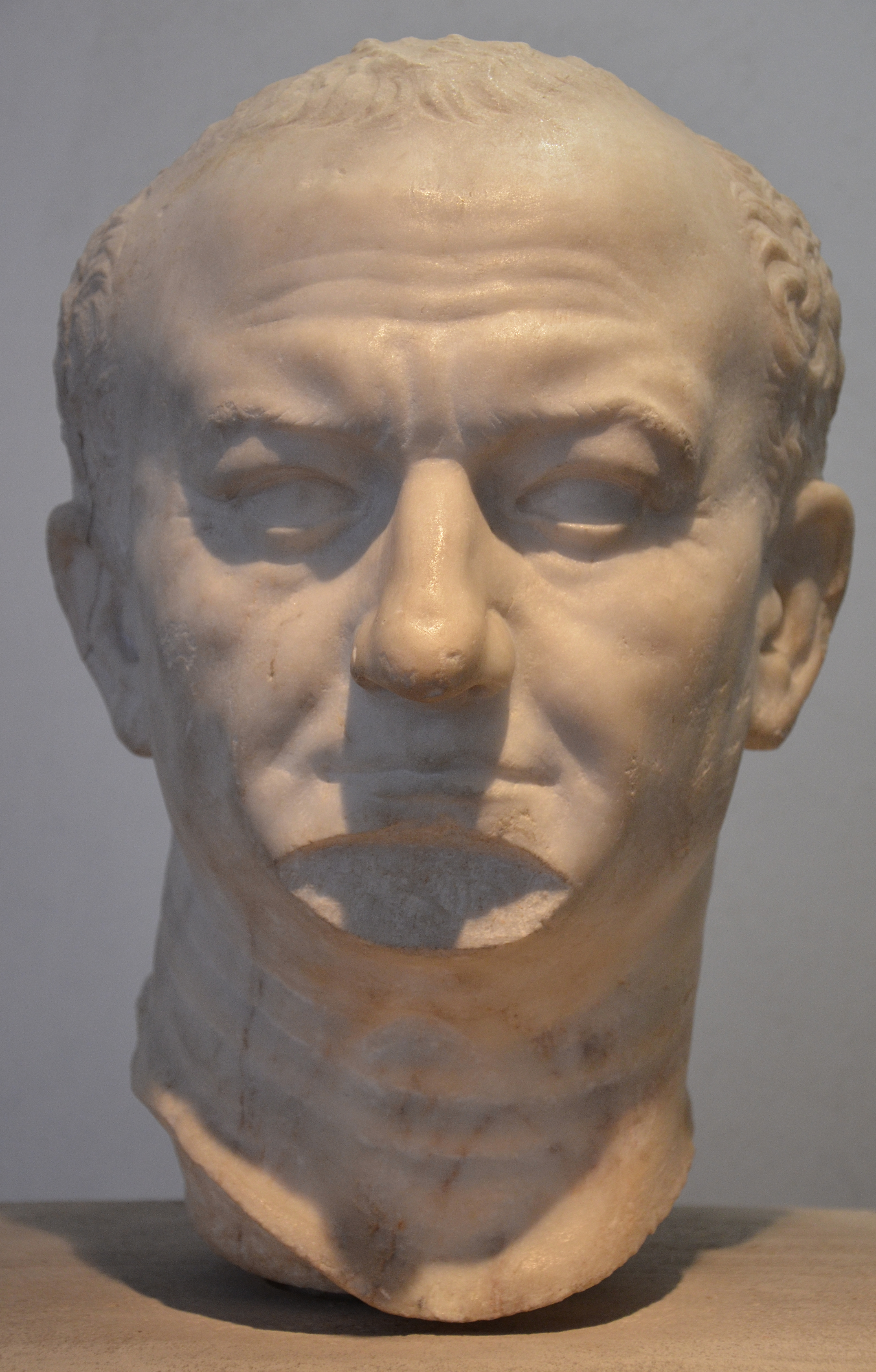
Vespasián, nález z Ostie, 69-79 n. l., Palazzo Massimo alle Terme, Řím

Flavius (z lat. flavus plavý, plavovlasý) je římské rodové jméno (nomen gentile). Během období republiky nebyl plebejský rod Flaviů významný, ale zvýraznil se během 1. století některými svými členy, kteří se stali římskými císaři.
Ženská podoba jména zní Flavia. Dodnes je toto jméno běžné v Itálii (Flavio).
Významní nositelé tohoto jména:
praenomen
- Flavius Arcadius (377/378–408) – byzantský císař
- Flavius Zeno – byzantský císař v letech 474 – 491

- Gnaeus Flavius, písař Appia Claudia Caeca (asi 300 př. n. l.
- Gaius Flavius Fimbria, vojevůdce v první válce s Mithridatem a konzul roku 104 př. n. l.
- Titus Flavius Vespasianus coby římský císař Vespasianus
- Titus Flavius Vespasianus coby římský císař Titus
- Titus Flavius Domitianus, římský císař
- Iulia Flavia, dcera Titova a milenka Domitianova
- Flavius Iosephus (též jen Iosephus či Josephus), židovský historik
- Flavius Arrianus, historik
- Flavius Magnus Aurelius Cassiodorus, římský státník a spisovatel
- Flavius Iulius Constantius, římský císař
- Flavius Placidus Valentinianus, římský císař
- Flavius Aetius, římský vojevůdce
- Titus Flavius Sabinus, konzul roku 82
- Titus Flavius Clemens (konzul), konzul roku 95
- Titus Flavius Clemens, známý jako Kléméns Alexandrijský, církevní spisovatel
- Flavianus, konstantinopolský patriarcha